# Peter Gustavsson
Peter Gustavsson (Bollebygd, Suecia; 30 de mayo de 1958-5 de septiembre de 2023) fue un jugador sueco de hockey sobre hielo que jugó en la posición de Ala Izquierda.

## Estadísticas
| 1977–78   | Västra Frölunda IF | SWE       | 16  | 1  | 5  | 6   | 0  | —  | — | — | — | —  |
| 1978–79   | Västra Frölunda IF | SWE       | 35  | 2  | 1  | 3   | 2  | —  | — | — | — | —  |
| 1979–80   | Västra Frölunda IF | SWE       | 36  | 13 | 8  | 21  | 12 | 8  | 2 | 1 | 3 | 0  |
| 1980–81   | Västra Frölunda IF | SWE       | 34  | 13 | 15 | 28  | 19 | 2  | 0 | 1 | 1 | 4  |
| 1981–82   | Colorado Rockies   | NHL       | 2   | 0  | 0  | 0   | 0  | —  | — | — | — | —  |
| 1981–82   | Fort Worth Texans  | CHL       | 59  | 8  | 11 | 19  | 4  | —  | — | — | — | —  |
| 1982–83   | Västra Frölunda IF | SWE       | 36  | 15 | 13 | 28  | 26 | —  | — | — | — | —  |
| 1983–84   | Västra Frölunda IF | SWE       | 35  | 13 | 13 | 26  | 8  | —  | — | — | — | —  |
| 1984–85   | Västra Frölunda IF | SWE-2     | 22  | 9  | 15 | 24  | 4  | 7  | 4 | 2 | 6 | 23 |
| 1985–86   | Västra Frölunda IF | SWE-2     | 27  | 14 | 16 | 30  | 16 | 3  | 5 | 2 | 7 | 0  |
| 1986–87   | Västra Frölunda IF | SWE-2     | 29  | 22 | 16 | 38  | 18 | 2  | 0 | 0 | 0 | 0  |
| 1987–88   | Västra Frölunda IF | SWE-2     | 34  | 20 | 16 | 36  | 10 | 10 | 3 | 3 | 6 | 0  |
| 1988–89   | Västra Frölunda IF | SWE-2     | 34  | 16 | 19 | 35  | 14 | 11 | 2 | 5 | 7 | 2  |
| 1989–90   | Västra Frölunda IF | SWE       | 34  | 5  | 9  | 14  | 10 | —  | — | — | — | —  |
| 1990–91   | Hanhals HF         | SWE-2     | 30  | 14 | 12 | 26  | 18 | —  | — | — | — | —  |
| 1993–94   | Härryda HC         | SWE-2     | 29  | 13 | 25 | 38  | 6  | —  | — | — | — | —  |
| Total SWE | Total SWE          | Total SWE | 226 | 62 | 64 | 126 | 77 | 10 | 2 | 2 | 4 | 4  |
| Total NHL | Total NHL          | Total NHL | 2   | 0  | 0  | 0   | 0  | —  | — | — | — | —  |